# Méthamis
Méthamis is een gemeente in het Franse departement Vaucluse (regio Provence-Alpes-Côte d'Azur) en telt 399 inwoners (2005). De plaats maakt deel uit van het arrondissement Carpentras.

## Geografie
De oppervlakte van Méthamis bedraagt 35,2 km², de bevolkingsdichtheid is 11,3 inwoners per km².
De onderstaande kaart toont de ligging van Méthamis met de belangrijkste infrastructuur en aangrenzende gemeenten.

## Demografie
Onderstaande figuur toont het verloop van het inwonertal (bron: INSEE-tellingen).